# Nicolás López Macri
Nicolás Manuel López Macri (Rosario, Provincia de Santa Fe, Argentina; 3 de febrero de 1990) es un futbolista argentino. Juega como delantero y su primer equipo fue Instituto de Córdoba. Actualmente milita en Sportivo Belgrano del Torneo Federal A.

## Trayectoria
Se inició en las divisiones inferiores de Estudiantes de La Plata donde jugaría algunos partidos en la reserva. Tras no lograr debutar en su club formador queda como jugador libre y parte a Instituto de Córdoba.
En el club cordobés lograría debutar de la mano de Darío Franco convirtiéndose rápidamente en una de las figuras del equipo lo cual llamaría la atención de un grupo de empresarios que compraría su pase en 3,5 millones de euros, aquella temporada también lograría disputar la liguilla del ascenso frente a San Lorenzo donde no podría conseguir el ascenso. Tras su buena campaña fue tentado desde Italia por el Genoa, Atalanta y la Lazio, todos de Italia pero finalmente se quedaría en el club argentino.
En su siguiente temporada defendiendo a Instituto vería acción solo en siete partidos perdiendo su continuidad por lo cual a fines del 2012 parte en calidad de préstamo al Santiago Wanderers. En el equipo chileno fue destacado en varios partidos jugando en su posición habitual de puntero derecho aunque sería criticado constantemente por los hinchas, por una fuerte discusión con uno de ellos. Finalmente finalizado el año 2013 su préstamo no se renueva.
Otro apodo era el sobrino del viento.

## Clubes
| Club                       | País      | Año       |
| -------------------------- | --------- | --------- |
| Instituto de Córdoba       | Argentina | 2011-2012 |
| Santiago Wanderers         | Chile     | 2013      |
| Instituto de Córdoba       | Argentina | 2014      |
| Aldosivi de Mar del Plata  | Argentina | 2014      |
| Sportivo Belgrano          | Argentina | 2015-2016 |
| Ferro                      | Argentina | 2016-2017 |
| Gimnasia y Tiro de Salta   | Argentina | 2017-2018 |
| Juventud Unida de San Luis | Argentina | 2018-2019 |
| Olimpo de Bahía Blanca     | Argentina | 2019-2020 |
| Sportivo Belgrano          | Argentina | 2020-?    |

### Estadísticas
- Actualizado al 18 de septiembre de 2021

| Club                          | Div.                | Temporada           | Liga | Liga | Copa Nacional | Copa Nacional | Copa Internacional | Copa Internacional | Total | Total |
| Club                          | Div.                | Temporada           | PJ   | G    | PJ            | G             | PJ                 | G                  | PJ    | G     |
| ----------------------------- | ------------------- | ------------------- | ---- | ---- | ------------- | ------------- | ------------------ | ------------------ | ----- | ----- |
| Instituto Argentina           |                     |                     |      |      |               |               |                    |                    |       |       |
| 2.ª                           | 2011/12             | 38                  | 1    | -    | -             | -             | -                  | 38                 | 1     |       |
| 2.ª                           | 2012/13             | 7                   | 0    | -    | -             | -             | -                  | 7                  | 0     |       |
| 2.ª                           | 2013/14             | 19                  | 0    | -    | -             | -             | -                  | 19                 | 0     |       |
| Total                         | Total               | 64                  | 1    | -    | -             | -             | -                  | 64                 | 1     |       |
| Santiago Wanderers · Chile    |                     |                     |      |      |               |               |                    |                    |       |       |
| 1.ª                           | 2013-T              | 15                  | 2    | -    | -             | -             | -                  | 15                 | 2     |       |
| 1.ª                           | 2013-A              | 13                  | 1    | 4    | 1             | -             | -                  | 17                 | 2     |       |
| Total                         | Total               | 28                  | 3    | 4    | 1             | -             | -                  | 32                 | 4     |       |
| Aldosivi Argentina            |                     |                     |      |      |               |               |                    |                    |       |       |
| 2.ª                           | 2014                | 17                  | 0    | -    | -             | -             | -                  | 17                 | 0     |       |
| Total                         | Total               | 17                  | 0    | -    | -             | -             | -                  | 17                 | 0     |       |
| Sportivo Belgrano Argentina   |                     |                     |      |      |               |               |                    |                    |       |       |
| 2.ª                           | 2015                | 17                  | 1    | -    | -             | -             | -                  | 17                 | 1     |       |
| 3.ª                           | 2016                | 12                  | 1    | -    | -             | -             | -                  | 12                 | 1     |       |
| 3.ª                           | 2020                | 6                   | 1    | -    | -             | -             | -                  | 6                  | 1     |       |
| 3.ª                           | 2021                | 17                  | 0    | 1    | 0             | -             | -                  | 18                 | 0     |       |
| 3.ª                           | 2022                | 0                   | 0    | -    | -             | -             | -                  | 0                  | 0     |       |
| Total                         | Total               | 52                  | 3    | 1    | 0             | -             | -                  | 53                 | 3     |       |
| Ferro Argentina               |                     |                     |      |      |               |               |                    |                    |       |       |
| 2.ª                           | 2016/17             | 9                   | 0    | -    | -             | -             | -                  | 9                  | 0     |       |
| Total                         | Total               | 9                   | 0    | -    | -             | -             | -                  | 9                  | 0     |       |
| Gimnasia y Tiro Argentina     |                     |                     |      |      |               |               |                    |                    |       |       |
| 3.ª                           | 2017/18             | 24                  | 4    | 3    | 0             | -             | -                  | 27                 | 4     |       |
| Total                         | Total               | 24                  | 4    | 3    | 0             | -             | -                  | 27                 | 4     |       |
| Juventud Unida (SL) Argentina |                     |                     |      |      |               |               |                    |                    |       |       |
| 3.ª                           | 2018/19             | 16                  | 0    | -    | -             | -             | -                  | 16                 | 0     |       |
| Total                         | Total               | 16                  | 0    | -    | -             | -             | -                  | 16                 | 0     |       |
| Olimpo Argentina              |                     |                     |      |      |               |               |                    |                    |       |       |
| 3.ª                           | 2019/20             | 20                  | 2    | -    | -             | -             | -                  | 20                 | 2     |       |
| Total                         | Total               | 20                  | 2    | -    | -             | -             | -                  | 20                 | 2     |       |
| Total en su carrera           | Total en su carrera | Total en su carrera | 230  | 13   | 8             | 1             | -                  | -                  | 238   | 14    |

## Palmarés
| Título                     | Club                      | País      | Año  |
| -------------------------- | ------------------------- | --------- | ---- |
| Ascenso a Primera División | Aldosivi de Mar del Plata | Argentina | 2014 |